# 멘 인 블랙

맨 인 블랙의 이미지

멘 인 블랙(영어: men in black, MIB)은 도시 전설과 음모론의 일종으로, 검은 정장을 입은 채 UFO와 외계인 등을 연구하는 사람 앞에 나타나 경고나 협박을 하고 일을 방해하는 수수께끼의 조직원들을 말한다. 이따금씩 맨 인 블랙 그 자체가 외계인이 인간의 모습으로 변장한 것이라는 이야기도 있다. 외계인과 상관없이 알 수 없는 조직에서 일하는 남자, 기밀사항을 다루고 수상한 활동을 저지르는 정보당국을 가리키는 말로도 쓰인다. 일상적으로는 마치 UFO 목격과 연계되어 있을 법한, 수상한 행동을 하거나 협박을 걸어오는 이상한 사람을 맨 인 블랙이라 표현하기도 한다.
맨 인 블랙이라는 소재는 SF 코믹스인 맨 인 블랙과 맨 인 블랙 영화 시리즈로 제작되기도 했다.